# 1610

## Esdeveniments
Països Catalans
Resta del món
- 7 de gener - Pàdua (Itàlia): Galileo Galilei descobreix tres dels satèl·lits galileans de Júpiter: Ió, Europa i Cal·listo.
- 11 de gener - Pàdua (Itàlia): Galileo Galilei descobreix el quart satèl·lit galileà: Ganimedes.
- 15 de juny: embarquen al port dels Afalacs, al delta de l'Ebre, els moriscos catalans, uns quatre mil, i els aragonesos, cap a quaranta mil, expulsats dels territoris de la monarquia hispànica.[1]
- Revolta d'Espadà.

## Naixements
Països Catalans
- 7 de març - Barcelona (Barcelonès): Miquel Parets i Alaver, assaonador i cronista.

Resta del món
- 29 de maig - Wołów, Silèsia: Maria Cunitz, astrònoma i matemàtica (m. 1664).

- 17 de juny - Turebygård: Birgitte Thott, escriptora i traductora danesa, erudita i feminista (m. 1662).[3]
- 15 de desembre, Anvers: David Teniers el Jove, pintor barroc flamenc.

## Necrològiques
- 6 de març, Roma: Benet Perera, filòsof, lingüista i teòleg valencià (n. ca. 1535).
- 11 de maig, Pequín, la Xina: Matteo Ricci, missioner jesuïta, introductor del cristianisme a la Xina (n. 1552).
- 24 de maig de 1610, Mühlhausen, Turíngia: Joachim a Burck, compositor
- 18 de juliol, Porto Ercole: Caravaggio, pintor llombard, el més important de l'escola naturalista de finals del segle xvi (n. 1571).[4]
- 27 d'agost, St Albans, Anglaterra: Anne Bacon, erudita autora de la traducció del llatí de l'Apologie of the Anglican Church, de John Jewel (n. 1528).[5]
- 31 de desembre, Leiden, Països Baixos: Ludolph van Ceulen, matemàtic holandès (n. 1540).